# Apellész

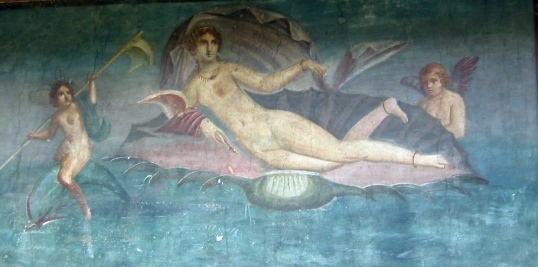
Pompeji falfreskó, talán a Tengerből felmerülő Aphrodité nyomán készült

Apellész (Kr. e. 4. század) görög festő.
A kis-ázsiai Kolophónban született, először Epheszoszban, majd Sziküónban Pamphilosztól tanult festészetet. Kr. e. 340 és 300 között működött, több városban is. Nagy Sándor udvari festője volt, Alexandrosz csak neki engedte meg, hogy lefesse. Színész- és hetéraképeket is festett, sőt a hagyomány szerint ő készítette az első önarcképet is. Mestere volt a körvonalrajznak és a színhatásoknak is, pedig állítólag csupán négy színt használt: fehéret, feketét, sárgát és vöröset. A fiatal király kíséretében megfordult I. Ptolemaiosz egyiptomi udvarában. Kellemes modora révén kedvelt volt mindenütt, s emiatt mestere, Pamphilosz féltékeny lett rá, fel is jelentette összeesküvés vádjával, de a vádat ejtették.
Művei csupán leírásokból ismertek, egy sem maradt fenn. A leghíresebbek: Tengerből felmerülő Aphrodité, Antigonosz király lovasportréja, Artemisz áldozó lányok között, Rágalom.

## Emlékezete
Jókai És mégis mozog a föld! című regényében az egyik fejezet címe „Apelles csizmadiái s az igazi csizmadia”.